# Нікос Енгонопулос

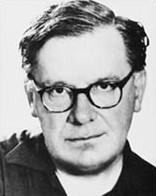
Нікос Енгонопулос

Нікос Енгонопулос (грец. Νίκος Εγγονόπουλος, 21 жовтня 1907, Афіни — 31 жовтня 1985) — грецький художник і поет. Один з основних представників грецького покоління 30-х, а також провідний представник сюрреалістичного руху в Греції.

## Біограафія
Нікос Енгонопулос народився 1907 року в Афінах, другий син в родині Панайотіса та Енріетти Енгопулос. З початком Першої світової війни влітку 1914 року родина була вимушена переїхати до Константинополя. 1923 року Нікоса зарахували до ліцею в Парижі, де й навчався впродовж наступних чотирьох років. Після повернення до Греції, служив рядовим у 1-му піхотному полку. Пізніше працював перекладачем у банку і секретарем в Афінському університеті. Від 1930 року Енгонопулос працював дизайнером в Департаменті містобудування Міністерства громадських робіт Греції.
1932 року Нікос Енгонопулос вступив до Афінської школи витончених мистецтв, де навчався під керівництвом Константіноса Партеніса. Він також відвідував заняття у художній студії Фотіоса Контоглу. За цей час він потоваришував із видатними художниками, як Янніс Царухіс, Янніс Мораліс, Джорджо де Кіріко, із поетом Андреасом Ембірікосом.
Його перші картини, виконані на папері темпера, зображують старі будинки, були представлені на Виставці традиції сучасного грецького мистецтва, організованій в січні 1938 року. Незабаром після виставки він опублікував переклади віршів румуно-французького поета Трістана Тцара, які були опубліковані в лютому. Кілька місяців по тому вийшла друком його власна перша, а наступного року — друга збірка. В цілому Нікос Енгонопулос вважається одним з найкращих поетів-сюрреалістів Греції.
Його перша персональна виставка відбулася 1939 року. За три роки після неї він закінчив свою найпопулярнішу поему «Болівар» — поема грецькою мовою, натхненна революційним лідером Симоном Боліваром і опублікована 1944 року. Поема також була випущений у формі пісні 1968 року, покладена на музику Нікоса Мамангакіса. Від 1945 року викладав в Афінському технічному університеті.
Нікос Енгонопулос помер від серцевого нападу в Афінах 1985 року.